# Абделли, Химад
Химад Саид Абделли (араб. خيماد سعيد عبدلي‎; фр. Himad Abdelli; род. 17 ноября 1999, Монтивилье) — алжирский и французский футболист, играющий на позиции атакующего полузащитника в клубе «Анже» и в сборной Алжира.

## Карьера
Родился в Монтивилье. Начинал футбольную карьеру в академии клуба «Гавр». 31 октября 2018 года в матче Кубка французской лиги в рамках 1/16 финала против «Труа» (2:0) Абделли дебютировал в профессиональном футболе.
В июне 2022 года перешёл из «Гавра» в «Анже», подписав четырёхлетний контракт.
18 июня 2023 года Абделли дебютировал за сборную Алжира в матче отборочного турнира Кубка африканских наций 2023 против сборной Уганды (2:1).

## Достижения
- Вошёл в состав символической команды сезона Лиги 2: 2023/24[англ.][5]